# Jens B. Frederiksen

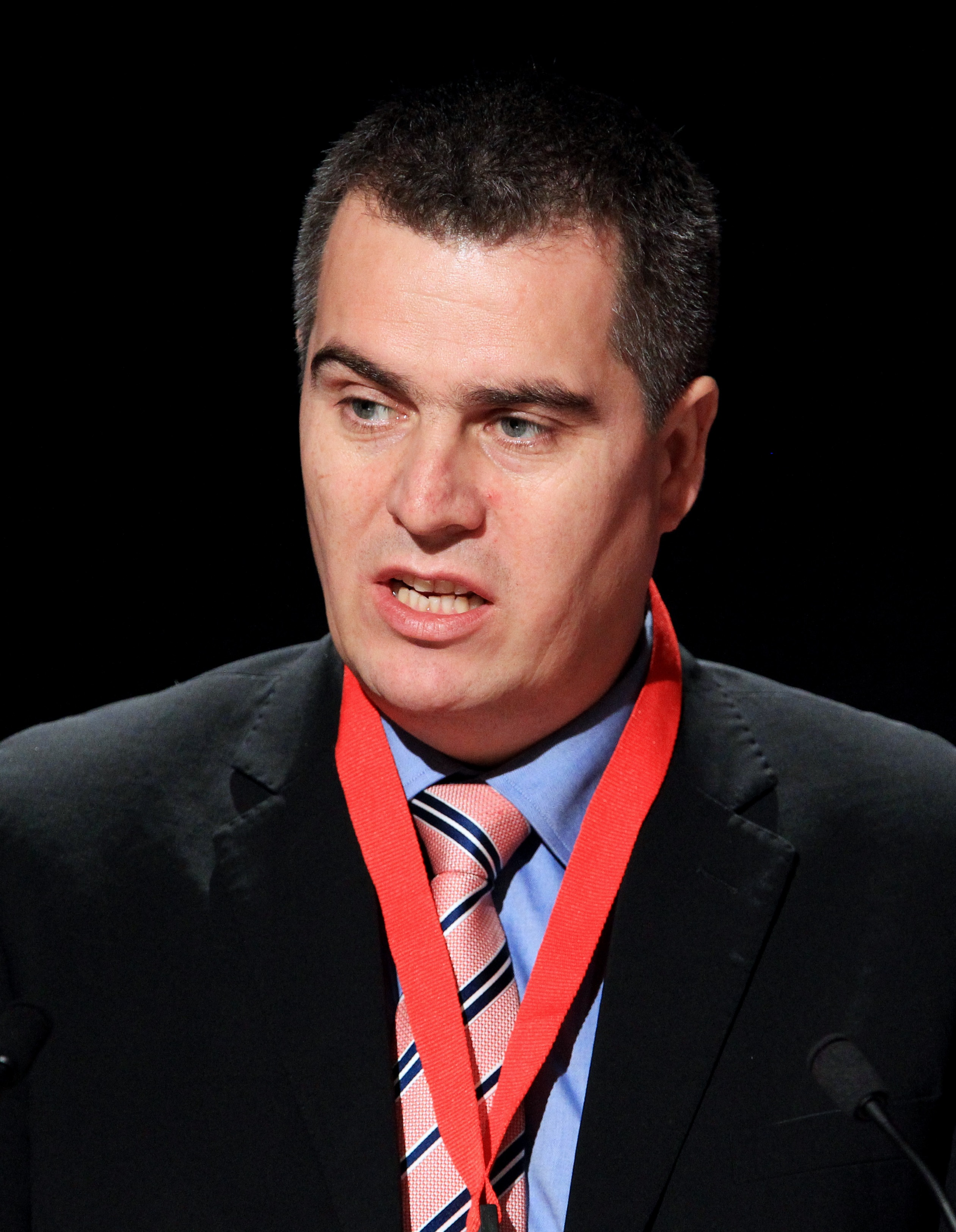
Jens B. Frederiksen (2010)

Jens Blidorf Frederiksen (* 19. Oktober 1967 in Nanortalik) ist ein grönländischer Politiker (Demokraatit), Polizist, Manager und Unternehmer.

## Leben

### Familie
Jens B. Frederiksen wurde als Sohn von Tage Kreutzmann Frederiksen (1945–2020), der von 1975 bis 1984 Bürgermeister der Gemeinde Nanortalik war, und der dänischen Ärztin Tove Blidorf (* 1943) geboren. Er wuchs mit Dänisch als Muttersprache auf und musste lange Zeit Kritik dafür einstecken, dennoch seine Parlamentsreden in seinem schlechteren Grönländisch zu halten. Am 26. Juli 1997 heiratete er Rosa Lynge (* 1978). Am 7. Juni 2003 heiratete er Pia Geisler (* 1978), Tochter des Musikers Pavia Geisler und der Küchenassistentin Juliane Didriksen. Er hat fünf Kinder bzw. Stiefkinder.

### Ausbildung und Zeit als Polizist
Jens B. Frederiksen besuchte von 1985 bis 1986 die Sanaartornermik Ilinniarfik in Sisimiut. Anschließend war er von 1986 bis 1988 bautechnischer Assistent. Anschließend begann er eine Ausbildung zum Ingenieur, die er aber abbrach. Stattdessen begann er eine Karriere bei der Polizei. Er war von 1990 bis 1993 auf der Polizeischule. Er arbeitete zuerst in Nuuk und Qaqortoq 1995 wurde er Stationsleiter in Upernavik und im Jahr darauf in Qasigiannguit. Später wurde er Stationsleiter in Maniitsoq. Er erreichte 2006 den Rang eines Vizekommissars und war dies bis 2008. Von 1995 bis 1999 war er zudem Vorsitzender der grönländischen Polizeileitervereinigung.

### Politikkarriere
Jens B. Frederiksen kandidierte bei der Kommunalwahl 2005 in der Gemeinde Maniitsoq und erreichte den ersten Nachrückerplatz der Demokraatit. Bei der Parlamentswahl 2005 konnte er ins Inatsisartut einziehen. Bei der Folketingswahl 2007 kandidierte er erfolglos. 2008 wurde er mit 14 Stimmen ohne Gegenstimme zum Parteivorsitzenden der Demokraatit gegen den damaligen Vorsitzenden Per Berthelsen gewählt. Bei der Kommunalwahl 2008 wurde er in den Rat der neuen Kommuneqarfik Sermersooq gewählt. Bei der Parlamentswahl 2009 verteidigte er seinen Parlamentssitz und wurde anschließend zum Minister für Wohnwesen, Infrastruktur und Verkehr sowie zum Vizepremierminister im Kabinett Kleist ernannt. Im März 2011 erhielt er zudem noch das Klimaressort. Trotz starker Verluste wurde er bei der Parlamentswahl 2013 wiedergewählt. Bei der Kommunalwahl 2013 trat er nicht mehr an. Im März 2014 trat er als Parteivorsitzender zurück und gab auch seinen Parlamentssitz ab. Sein Nachfolger als Parteivorsitzender wurde Anda Uldum.

### Karriere in der Wirtschaft
Während seiner Politikkarriere arbeitete er von 2008 bis 2013 nebenher als Taxifahrer. 2013 wurde er Kommandostationsleiter bei der Polizei. 2006 wurde er Vorsitzender des Roten Kreuzes Grönlands, bevor ihn 2008 seine Mutter ablöste. Von 2007 bis 2013 war er Besitzer von Naraseq Boatcharter und anschließend bis 2021 von Greenland Boatcharter. Nachdem er 2013 schon Sicherheitsberater gewesen war, wurde er 2014 Vizedirektor bei True North Gems Greenland und 2016 bei Greenland Ruby. Seit 2017 war er als Direktor bei Nuuks Stadtentwicklungsgesellschaft Nuuk City Development für die Planung des neuen Stadtteils Siorarsiorfik zuständig. 2022 wurde er entlassen und Nuuk City Development kurz darauf wegen schlechter Finanzen aufgelöst. Er gründete 2021 das Unternehmen Arcticulture, das sich dem Abbau und Export von Gletschermehl als Düngemittel widmet.